# Беј Сентер (Вашингтон)
Беј Сентер (енгл. Bay Center) насељено је место без административног статуса у америчкој савезној држави Вашингтон.

## Демографија
По попису из 2010. године број становника је 276, што је 102 (58,6%) становника више него 2000. године.
| Група             | 2000.       | 2010.       |
| Белци             | 117 (67,2%) | 187 (67,8%) |
| Афроамериканци    | 0 (0,0%)    | 0 (0,0%)    |
| Азијати           | 1 (0,6%)    | 1 (0,4%)    |
| Хиспаноамериканци | 18 (10,3%)  | 24 (8,7%)   |
| Укупно            | 174         | 276         |